# Воробьёвское сельское поселение (Крым)
Воробьёвское се́льское поселе́ние (укр. Воробйовське сільське поселення, крымскотат. Воробьёво кой юрту, Къудайгъул кой юрту) — муниципальное образование в составе Сакского района Республики Крым России.

## География
Поселение расположено на северо-западе района, в степном Крым. Граничит на юге с Ромашкинским, далее, по часовой стрелке, с Молочненским, Штормовским, Весёловским, Добрушинским и Суворовским сельскими поселениями.
Площадь поселения 65,89 км².
Основная транспортная магистраль: автодорога 35К-013 Черноморское — Евпатория (по украинской классификации — автодорога Т-01-08).

## Население
| 2001  | 2014  | 2015  | 2016  | 2017  | 2018  | 2019  |
| ----- | ----- | ----- | ----- | ----- | ----- | ----- |
| 1761  | ↘1553 | ↗1554 | ↘1553 | ↘1546 | ↘1542 | ↗1549 |
| 2020  | 2021  |       |       |       |       |       |
| ↗1564 | ↘1552 |       |       |       |       |       |

## Состав сельского поселения
В состав поселения входят 4 населённых пункта:
| № | Населённый пункт | Тип населённого пункта | Население на 2014 год |
| - | ---------------- | ---------------------- | --------------------- |
| 1 | Воробьёво        | село, центр            | ↗1085                 |
| 2 | Фурманово        | село                   | ↘97                   |
| 3 | Шаумян           | село                   | ↘17                   |
| 4 | Шишкино          | село                   | ↘354                  |

## История
Воробьёвский сельский совет, как Кадайгульский, был создан, в составе Евпаторийского района, между 1926 годом, когда его ещё не было и 1940 годом, когда он уже существовал.
Указом Президиума Верховного Совета РСФСР от 21 августа 1945 года Кадайгульский сельсовет переименовали в Воробьёвский.
На 1960 год совет включал 9 сёл:

| - - Весёловка - Воробьёво - Калиновка | - - Китай - Порфирьевка - Фурманово | - - Шаумян - Шишкино - Щегловка |

В 1971 году, в связи с созданием Крымской военно-морской базы, было начато строительство посёлка Новоозёрное, включённого в состав сельсовета, а к 1977 году были упразднены Калиновка и Щегловка. В период с 1 января по 1 июня 1977 года Новоозёрное переподчинили Евпаторийскому горсовету. 5 сентября 1985 года был создан Весёловский сельский совет, куда отошла Порфирьевка. Китай упразднён в период с 1 июня 1977 года, так как на эту дату село ещё числилось в составе Воробьёвского сельсовета и 1985 годом, поскольку в списках ликвидированных после этого сёл Китая нет и совет обрёл нынешний состав.
С 12 февраля 1991 года сельсовет в восстановленной Крымской АССР, 26 февраля 1992 года переименованной в Автономную Республику Крым. С 21 марта 2014 года в составе Крыма аннексировано Россией. Законом «Об установлении границ муниципальных образований и статусе муниципальных образований в Республике Крым» от 4 июня 2014 года территория административной единицы была объявлена муниципальным образованием со статусом сельского поселения.